# Meregem
Meregem (Frans: Merville) is een stad en gemeente in de Franse Westhoek, in het Franse Noorderdepartement (Frans: département du Nord). De gemeente ligt in Frans-Vlaanderen in het Leiedal. Door het midden van de gemeente stroomt de Leie. Meregem grenst aan de gemeenten Oud-Berkijn, Nieuw-Berkijn, Stegers, La Gorgue, Lestrem, Calonne-sur-la-Lys, Saint-Floris, Haverskerke en Moerbeke. De gemeente telde 9.729 inwoners op 1 januari 2022. In de gemeente liggen nog de gehuchten Le Sart en Caudescure.

## Geschiedenis
Aan het einde van de zevende eeuw stichtte Maurand, de hertog van Dowaai, een klooster aan de boorden van de Leie bij een plaats genoemd Bruël. Hier werd de verbannen heilige Amatus (Saint-Amé) opgenomen die omstreeks 690 stierf. Na een enige tijd gingen er rond het klooster mensen wonen en zo ontstond een dorpje dat in het middeleeuwse Latijn in 697 geattesteerd werd als Maurontivilla - Broislum.
In 870 trokken de monniken naar Dowaai omdat ze de invallen van de Vikingen vreesden. Ze vormden daar het Sint-Amatusstift, dat echter het bestuur over Meregem bleef uitoefenen.
In 1076 werd het dorp vermeld als Menrivilla in een oorkonde van koning Filips I van Frankrijk, die de rechten en de goederen ervan toekende aan de Collegiale Sint-Amatuskerk van Dowaai. Tegen die tijd was Meregem ook een deel van het graafschap Vlaanderen. In 1431 kreeg het toenmalige Meerghem van de Bourgoundische hertog Filips de Goede het privilege op het fabriceren van laken en in 1451 tekende hij ook de "Ghisle de Menreville" die de officiële stadskeure was van Meregem. In 1678 werd het stadje met het Verdrag van Nijmegen weer bij Frankrijk gevoegd. Tijdens deze gehele periode werd Meregem in oorlogen verschillende keren met de grond gelijk gemaakt.
Tijdens de Eerste Wereldoorlog werd Meregem geheel verwoest. De herbouw geschiedde in neo-Vlaamse stijl gedurende de jaren 1920. In 1936 werd het vliegveld van Meregem gebouwd door de Franse luchtmacht. In het begin van de Tweede Wereldoorlog werd dit vliegveld nog gebruikt door de Britse Royal Air Force maar na de verovering door de Nazi-Duitsland werd het gebruikt door de Luftwaffe die het vliegveld heeft uitgebreid. Door het vliegveld was Meregem een strategische plaats, die diende te worden heroverd door de geallieerden, zodat het stadje op 12 juni 1944 zwaar werd gebombardeerd door de Amerikanen.

## Geografie
De oppervlakte van Meregem bedroeg op 1 januari 2022 26,96 vierkante kilometer; de bevolkingsdichtheid was toen 360,9 inwoners per km².

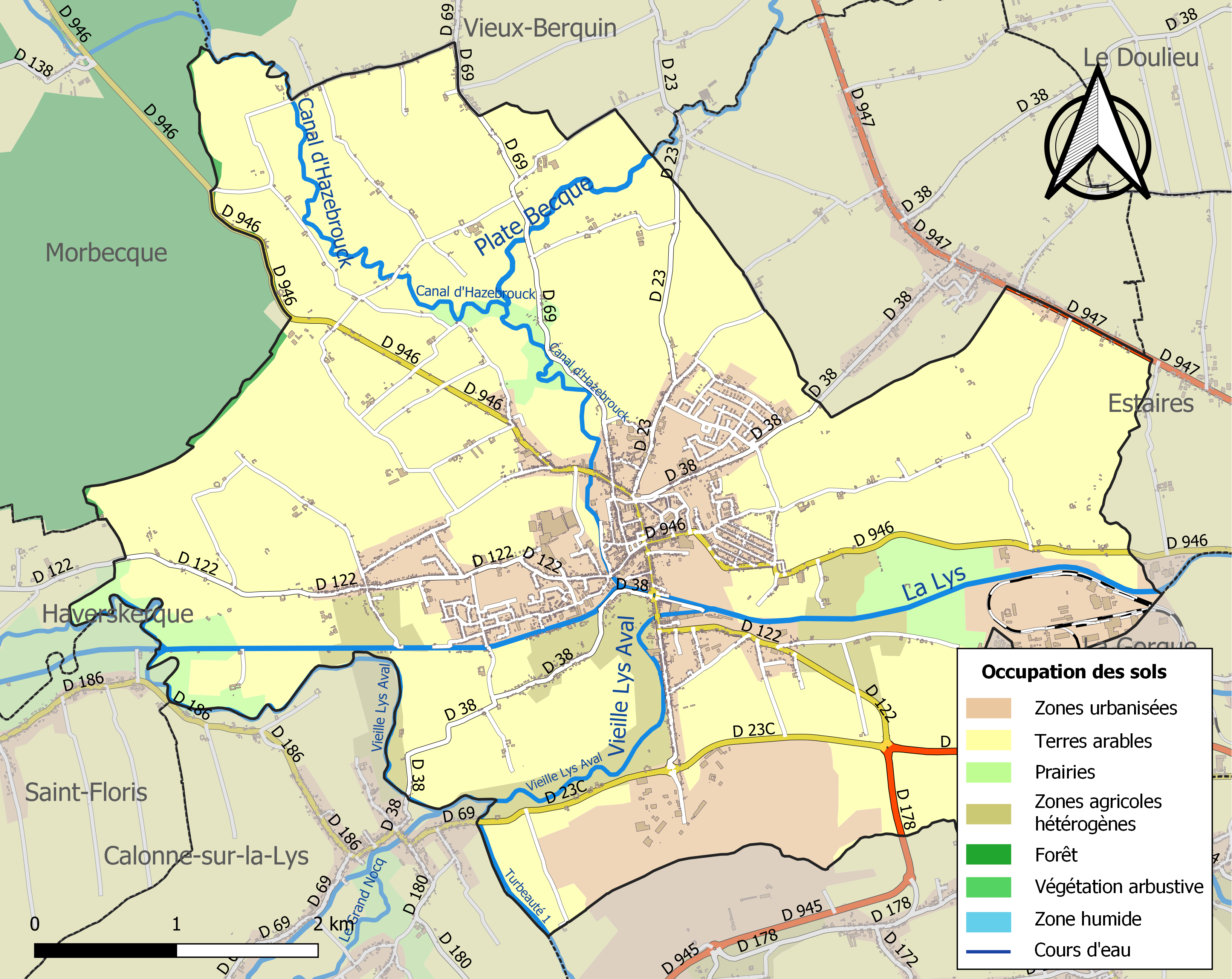
Kaart van de gemeente met belangrijkste infrastructuur, bodemgebruik en omliggende gemeenten

## Bezienswaardigheden
- Het gemeentehuis met belfort in neo-Vlaamse stijl, naar ontwerp van Louis Marie Cordonnier, dat opnieuw werd ingehuldigd in 1929.
- De Sint-Pieterskerk (Église Saint-Pierre)
- Op de gemeentelijke Begraafplaats van Meregem bevindt zich een perk met meer dan 1.200 Britse gesneuvelden uit de Eerste Wereldoorlog. Aansluitend ligt de Merville Communal Cemetery Extension, een uitbreiding waar nog eens meer dan 1.000 gesneuvelden rusten.

## Economie
Van belang is de ijzergieterij Société Industrielle de Chauffage (SIC), die haarden maakt onder de merknaam Franco Belge. In 2002 is dit overgegaan naar Staub Fonderie, en worden er gietijzeren pannen geproduceerd.
Verdere industrie bestond uit houtbewerking, linnenweverijen, handel in aardappelen, gedroogde groenten en spliterwten.

## Natuur en landschap
Meregem ligt aan de Leie op een hoogte van 12-19 meter. Naar het noorden verloopt het Canal de la Bourre, dat uitkomt in Hazebroek. Vanuit het zuiden komt de Clarence, die uitmondt in de Leie.

## Demografie
Onderstaande figuur toont het verloop van het inwonertal (bron: INSEE-tellingen).

## Nabijgelegen kernen
La-Motte-au-Bois, Haverskerke, Calonne-sur-la-Lys, Lestrem, La Gorgue, Stegers